# The Human Beinz
The Human Beinz är ett amerikanskt rockband från Youngstown, Ohio. Det består av gitarristerna Ting Markulin och Richard Belley, basisten Mel Pachuta och trummisen Mike Tatman. De blev kända för sin cover på The Isley Brothers "Nobody But Me" som blev en topp 10-hit på Billboard Hot 100 1968. Bandet splittrades 1969, men samlades åter 2007.
Deras version av "Nobody But Me" har bland annat använts i filmera Kill Bill: Volume 1 och The Departed.

## Diskografi
Album
- 1967 – Nobody But Me
- 1968 – Evolutions
- 1969 – Human Beinz in Japan (livealbum)

Singlar
- 1966 – "Evil Hearted You" / "My Generation"
- 1967 – "Nobody But Me" / "Sueno"
- 1968 – "Turn On Your Love Light" / "It's Fun To Be Clean"
- 1968 – "Every Time Woman" / "The Face"
- 1969 – "This Little Girl Of Mine" / "I've Got To Keep On Pushing"

Samlingsalbum
- 1967 – Nobody But Me (delad album med The Mammals)